# ماريان سباسي
ماريان سباسي (بالإنجليزية: Marieanne Spacey)‏ مواليد 13 فبراير 1966 في لندن، إنجلترا، هي لاعبة كرة قدم إنجليزية دولية سابقة كانت تلعب في مركز الوسط.

## المسيرة الاحترافية

### أندية لعب لها
- نادي أرسنال للسيدات

## روابط خارجية
- ماريان سباسي على موقع الاتحاد الدولي (مؤرشف)  (الإنجليزية)
- ماريان سباسي على موقع قاعدة بيانات كرة القدم.إي يو (الإنجليزية)